# Kind of Blue (Band)
Kind of Blue ist eine Musikband aus Hamburg, die 1995 gegründet wurde.
Die Musik ist von melancholischem Gitarrenpop geprägt.

## Bandgeschichte
Gegründet wurde die Band 1995 von Katrin Holst und Bernd Klimpel, die vorher schon in Schülerbands gespielt hatten. Später kamen Frank Spinngieß und Lars Köster hinzu. Die Band hat sich nach einem Album von Miles Davis benannt.
2000 machte die Band auf sich aufmerksam, als sie beim Vorentscheid zum Eurovision Song Contest hinter Stefan Raab und Corinna May mit dem Lied „Bitter Blue“ den dritten Platz belegte. Noch im selben Jahr kam das erste Album „In Sight“ heraus.
Nach dem Weggang der Sängerin wurde es zunächst ruhig um die Band. 2003 fand sich mit Lidia Kopania ein Ersatz. Im folgenden Jahr erschien das erste Album in neuer Besetzung.

## Diskografie

### Studioalben
- 2000: In Sight
- 2004: Beating the Morning Rush

### Singles
- 2000: Bitter Blue
- 2000: The Same
- 2005: Pocaluj Mnie (polnischsprachige EP)